# ماده تاریک (مجموعه تلویزیونی ۲۰۲۴)
مادهٔ تاریک (به انگلیسی: Dark Matter) یک مجموعه تلویزیونی علمی-تخیلی آمریکایی است که توسط بلیک کراوچ بر اساس رمانی به همین نام در سال ۲۰۱۶ ساخته شده است. این سریال اولین بار در ۸ می ۲۰۲۴ در اپل تی‌وی پلاس با دو قسمت پخش شد.

## داستان
یک فیزیکدان در شیکاگو به یک نسخه دیگر از زندگی خود تبدیل می‌شود و او را مجبور می‌کند برای بازگشت به زندگی خود مبارزه کند تا از آسیب رساندن نسخه جایگزین خود به خانواده‌اش جلوگیری کند.

## بازیگران

### اصلی
- جوئل اجرتون در نقش جیسون دسن
- جنیفر کانلی در نقش دنیلا دسن
- آلیس براگا در نقش آماندا لوکاس
- جیمی سیمپسون در نقش رایان هولدر
- اوکس فگلی در نقش چارلی دسن
- دایو اوکینی در نقش لیتون ونس

### فرعی
- آماندا بروگل در نقش بلر
- آینا بری یون در نقش داون لارنس[۴]

## تولید
اولین بار در سال ۲۰۲۰ اعلام شد اپل تی‌وی وارد پروسه ساخت سریالی اقتباسی از رمانی به نام ماده تاریک نوشته شده توسط بلیک کراوچ شده است و اعلام شد کراوچ به عنوان مجری و نویسنده این سریال انتخاب شده است.
این سریال در نهایت در سال ۲۰۲۲ چراغ سبز اپل تی وی را برای ساخت ۹ قسمت دریافت کرد. لویی لتریر چهار قسمت آغازین سریال را کارگردانی کرده است.
تا سپتامبر ۰۲۲، جنیفر کانلی، آلیس براگا، جیمی سیمپسون، اوکس فگلی و دایو اوکنی به جمع بازیگران این سریال پیوستند.
در ماه دسامبر، آماندا بروگل در نقشی تکراری به بازیگران می‌پیوندد.
تولید این سریال در ۴ اکتبر ۲۰۲۲ در شیکاگو آغاز شد و اولین قسمت این سریال در تاریخ ۸ می ۲۰۲۴ به نمایش درآمد.

## نقدها
وبگاه راتن تومیتوز بر اساس ۵۷ نقد منتقدان امتیاز ۸۱ درصد و میانگین ۶٫۹ از ۱۰ را به این سریال داد.
همچنین متاکتریک بر اساس ۲۱ نقد خود امتیاز ۶۳ از ۱۰۰ را به این سریال داد که نشان دهنده رضایت مطلوب منتقدان از این سریال است.